# Důl Barré
Důl Barré, také No. VI. nebo Důl Tuháň, byl černouhelný hlubinný důl v katastrálním území Vinařice v kladensko-rakovnické uhelné pánvi. Důl byl vybudován Společností státní dráhy a byl provozován v letech 1872–1965.

## Historie
Hloubení jámy bylo zahájeno v roce 1872 ve Vinařicích v části Tuháň. Těžba byla zahájena v roce 1876. Do roku 1881 nesl název Tuháňský důl a teprve pak byl přejmenován na Důl Barré po Adolfu Barrém, tehdejším generálním řediteli a členu správní rady Společnosti státní dráhy. Důl byl hlouben v obdélníkovém průřezu 6,636 × 2,212 m do konečné hloubky 445 m, která byla dosažena v roce 1876. V roce 1875 byla zastižena hlavní kladenská sloj o mocnosti 5,1 m. Těžba probíhala ve třech ze čtyř pater: Kübeckého v hloubce 316,4 m, Barreckého v hloubce 335,4 m, Engerthského (Ronnovského 362,8 m) z hloubky 434,6 m. V letech 1918–1935 provozovala důl akciová společnost Kamenouhelné doly. V roce 1910 byla těžba převedena na důl Ronna a v roce 1935 ukončena. V roce 1937 byl důl prodán Pražské železářské společnosti, která důl provozovala jako výdušnou jámu. V roce 1922 byl na důl instalován elektrický těžní stroj, dřevěná těžní věž byla vyztužena. Jako výdušná jáma sloužila až do roku 1965, kdy se v hloubce 175 m zhroutila jámová výztuž. Jáma byla nesjízdná a byla opuštěna. V roce 1966 byl proveden zásyp jámy a povrchové objekty byly zbourány. Areál převzal národní podnik Kablo, který zde postavil skladovací objekty. V letech 1990–1992 byly odtěženy zbytkové zásoby uhlí v ohradníku jámy. Vlivem těžby došlo k oživení výrazné zlomové linie a následně k poklesu zásypu a narušení ocelové skladovací haly v areálu dolu. Problém sesedání zásypu byl vyřešen až v roce 2000 s konečným zabezpečením jámového stvolu betonovým povalem. Do roku 1889 bylo na dole Barré vytěženo 1 566 071 t uhlí.

## Provozy dolu Barré

### Těžní budova
Uspořádání dolu odpovídalo centrálnímu typu těžní budovy s dominantní zděnou těžní věží na půdorysu písmene T. Na těžní třípatrovou budovu navazovala strojovna, kotelna a komín. Na boční strany těžní budovy navazovala nižší dvoupatrová křídla se sedlovými střechami. Podle snímku byla budova členěna obíhajícími patrovými římsami. Průčelí křídel měly jednu osu sdružených oken s půlkruhovým zakončením. Těžní budova byla členěna třemi okenními osami. Pro doly Bresson, Průhon a Barré byl charakteristickým znakem příslušnosti ke Společnosti státní dráhy motiv tabulového ukončení štítů a jednotné průčelí. Ve zděné těžní budově byla vestavěna těžní věž z hraněného dříví o výšce 12,12 m ke středu lanovnic. Lana byla plochá o rozměrech 80 × 16 mm. Těžní klece byly dvouetážové s jedním vozíkem na etáži.
Parní těžní stroj vyrobený firmou L. A. Quillacq v Anzinu v roce 1873 byl ležatý se dvěma válci s vývrtem 0,5 m a zdvihem 2 m, Po ukončení těžby byl v roce 1922 instalován elektrický těžní stroj, který byl převezen z dolu Michael v Brandýsku.

### Kotelna
Kotelna, která navazovala kolmo na těžní budov, měla původně dvanáct válcových parních kotlů s rošty systému Bolzano, výhřevnou plochou 86 m² (každý) byla v provozu od roku 1875 do 1895. Napájecí voda byla předehřívána výfukovou párou z parního těžního stroje. V letech 1895–1897 byla postavena nová kotelna v blízkosti západního průčelí těžní budovy s odvodem spalin do stávajícího komínu. V kotelně byly ve třech skupinách po dvou (celkem šest ) instalovány kotle Mac–Nicol s otopnou plochou 132 m² (každý), tlakem 8 atm, s rošty Bolzano. Pára byla také dodávána pro pomocnou elektrárnu na dole Barré. Kotelna fungovala až do zrušení dolu.
Komín vysoký 48 m a průměru 2,37 m u paty komína byl zbourán 9. června 1923, cihly zakoupené stavitelem z Libušína byly použity k výstavbě obytných domů.

### Čerpání důlní vody
Důlní voda byla čerpána parním strojem o výkonu 554 HP, systém Wolf, z povrchu pomocí vahadla a složení pump v jámě. V devadesátých letech 19. století byl instalován na čtvrtém patře parní stroj pro pohon diferenciální pumpy, která vytlačila důlní vodu až na povrch. Vodotěžný stroj na povrchu byl demontován. Později byly na druhém a čtvrtém patře umístěny rychloběžná čerpadla systému Riedler a parní čerpadlo na čtvrtém patře bylo demontováno.
Průval vod v roce 1904 do překopu nastal po nafárání stařin, z nichž se provalilo cca 4 000 m³ vody. Neštěstí se obešlo bez ohrožení lidských životů, ale materiální škody byly obrovské. Odstraňování škod trvalo téměř čtyři měsíce.

### Větrání
V roce 1883 byl uveden do provozu větrník systému Pelzer. Pohon větrníku pomocí otevřeného řemene zajišťoval vahadlový parní stroj z roku 1844 vyrobený firmou Baron von Kleist z Nejdku. Parní stroj se stojacím válcem (vrtání 0,4 m a zdvih 0,91 m) vykonal 22 otáček za minutu. Lopatkové kolo větrníku mělo průměr 2 m a vykonalo 185 otáček za minutu. Po elektrifikaci dolu v roce 1900 byl větrník poháněn třífázovým elektromotorem 250 V, výkonem 27 HP a 600 otáček za minutu. Převod byl opět řemenem.

## Ostatní
Odval dolu byl sypán v lokalitě Vinařovice od roku 1872 do roku 1920 na ploše 1,3 ha, objem byl 100 tisíc m³. Hlavním materiál tvoří prachovce a jílovce s vysokým obsahem organické hmoty. V devadesátých letech 20. století halda zahořela a byla sanována inertním materiálem.
Důl byl v roce 1875 napojen železniční vlečkou 0,4 km dlouhou na železniční stanici Tuháň, k ní vedla 2,7 km dlouhá spojka ze stanice Dubí postavena v letech 1872–1876. Železnice zanikla v roce 1935.
Pro horníky byla u dolu postavena hornická kolonie. U paty haldy stojí obytná patrová budova členěná cihlovými pásy a čtvercovými okny. Obdobný dům stál u křižovatky ulic Jirásková a J. Seiferta, který byl zbořen v devadesátých letech 20. století. V rozlehlé zahradě stojí správní a obytný dům, který má stejné tabulové ukončení štítu jako u těžní budovy.